# Militarisering
Militarisering is het sociale proces waarbij een samenleving zichzelf organiseert rond het gebruik van geweld. Dit uit zich in de vorming, uitbreiding of institutionalisering van de krijgsmacht of onderdelen daarvan. De politiek kan gemilitariseerd worden door de groeiende invloed van de krijgsmacht op de politieke besluitvorming. De maatschappij kan verder gemilitariseerd worden door de militaire rol uit te breiden naar instituties buiten de krijgsmacht, zoals de politie, paramilitaire eenheden of het onderwijs. Als dit de waarden en normen gaat domineren in een samenleving, dan is er sprake van militarisme. Militarisering kan noodzakelijk lijken, maar het streven kan ook zijn om door internationale samenwerking conflicten vreedzaam op te lossen.

## Geschiedenis
Een vroege vorm van militarisering vond plaats bij de overgang naar landbouw. Specialisatie maakte het mogelijk om dorpen te vormen met mensen die onttrokken konden worden aan de voedselproductie. Deze vroege beschavingen verwierven meer welvaart, maar waren ook kwetsbaarder dan de mobiele jager-verzamelaars. De welvaart kon een aantrekkingskracht uitoefenen op andere stedelijke samenlevingen, maar ook op de pastorale samenlevingen van nomaden die met hun vee rondtrokken. Om het vee te kunnen beschermen tegen roof waren vrijwel alle leden van een nomadenstam bekwaam in de krijgskunst. De nomaden konden de welvaart van de stedelijke samenleving bemachtigen met handel, maar de combinatie van mobiliteit en krijgskunst maakte roof een zeer geschikt alternatief.
Steden konden zich verdedigen tegen deze stammen en elkaar door ommuringen en door een elite van krijgers te onderhouden die zich konden bekwamen in de krijgskunst met superieur brons wapentuig. Zo kwam het tot een overgang naar militair-agrarische regimes, waarbij het gezag werd overgenomen door een elite van krijgers. In een aantal gevallen zoals in China werd deze rol door de priesters vervuld die voorheen al een leidende rol hadden. In andere beschavingen zoals Soemerië ontstond een aparte klasse van krijgers die de leiding overnam, waarmee een gespannen relatie tussen priesters en krijgslieden ontstond die nog millennia zou blijven bestaan. Daarnaast hield het aanhouden van een elite van krijgers altijd het risico in dat deze zich ook tegen de eigen bevolking of heersers kon richten.

## Kanttekeningen
In de NRC waarschuwt politicoloog Hebe Willems voor het gevaar van verregaande militarisering in Nederland en daarbuiten. De internationale veiligheidssituatie verslechtert en daarom zet Europa, maar ook andere werelddelen, in op het uitbreiden van het leger. Om de veiligheid te waarborgen lijkt bewapening het enige antwoord. Volgens de Realpolitik is het de taak van de overheid om de burger hoe dan ook te beschermen tegen de dreigingen van buitenaf. Verdergaande bewapening zou de vijand het idee moeten geven dat een aanval bij  voorbaat zinloos is.
Tijdens de Koude Oorlog werkte het middel van de militaire afschrikking, omdat het nooit tot een directe confrontatie tussen de Verenigde Staten en de Sovjet-Unie is gekomen. Daarvoor was een dreiging van een allesvernietigende nucleaire oorlog te groot.
Willems pleit voor een kosten-batenanalyse om te bezien wat voor de voor- en nadelen zijn van een gewapende strijd. Enerzijds is het goed, wanneer een land maatregelen treft om zich te wapenen tegen cyberaanvallen en sabotageacties. Aan de andere kant dient men waakzaam tegen verregaande macht van de staat bij militaire opschaling. Militarisering kan noodzakelijk lijken, maar het blijft altijd een keuze om deze koers te varen. Het streven kan ook zijn om door internationale samenwerking conflicten vreedzaam op te lossen.